# Kirikou et les Hommes et les Femmes
Série
Kirikou et les Bêtes sauvages
(2005)
Pour plus de détails, voir Fiche technique et Distribution.
Kirikou et les Hommes et les Femmes est un film d'animation réalisé par Michel Ocelot, produit par Les Armateurs, Mac Guff Ligne, France 3 Cinéma, et Studio O. Il est sorti en France le 3 octobre 2012. C'est le troisième film d'animation consacré à Kirikou, après Kirikou et la Sorcière (1998) et Kirikou et les Bêtes sauvages (2005). Comme ses deux prédécesseurs, il emploie une animation au rendu 2D, mais, contrairement à eux, il a également été réalisé en intégrant la technologie du cinéma en relief. Le film est bien accueilli par la critique, qui en apprécie les graphismes, l'animation et la musique, mais l'originalité des histoires par rapport aux deux volets précédents suscite des réactions plus partagées. Le succès public reste au rendez-vous : Kirikou et les Hommes et les Femmes devient le quatrième film le plus rentable de l'année en France.

## Synopsis
Sur le même principe que Kirikou et les Bêtes sauvages, Kirikou et les Hommes et les Femmes regroupe cinq aventures de Kirikou enfant indépendantes les unes des autres et racontées par le grand-père de Kirikou. Ces aventures se déroulent pendant les événements de Kirikou et la Sorcière, au temps où le village est toujours terrorisé par la sorcière Karaba et ses fétiches animés. Tandis que Kirikou et les Bêtes sauvages mettait en avant des animaux, Kirikou et les Hommes et les Femmes se concentre sur les relations des villageois entre eux ou avec les étrangers de passage.
Dans la première histoire, une villageoise, la Femme forte, a vu le toit de sa case brûlé par les fétiches de Karaba (l'événement est montré dans Kirikou et la Sorcière). L'oncle de Kirikou, aidé par les villageoises, se charge de le réparer, mais les fétiches de Karaba le lui interdisent. La Femme forte trouve refuge chez Kirikou et sa mère, mais ses ronflements les empêchent de dormir : ils finissent par aller terminer leur nuit à la belle étoile. Le lendemain, la saison des pluies commence et le vent endommage les toits de plusieurs maisons, y compris la case de Karaba. Kirikou a alors l'idée de passer un marché avec la sorcière en proposant que les villageois réparent son toit en échange de l'autorisation de réparer le toit de la case de la Femme forte. Karaba accepte, pensant capturer à cette occasion l'oncle de Kirikou, mais les villageois simulent un accident afin qu'il n'ait pas à venir jusqu'à la case de la sorcière, et seules les femmes s'occupent de la réparation. Une fois la case de Karaba réparée, c'est au tour de celle de la Femme forte, qui retrouve enfin son foyer.
Dans la deuxième histoire, le vieux du village, connu pour ses récriminations permanentes mais aussi pour son grand savoir, disparaît. La nuit venue, Kirikou, incapable de dormir, part à sa recherche. En se cachant près de la case de Karaba et en imitant la voix de la sorcière, il parvient à faire travailler pour lui le Fétiche guetteur, qui repère le vieux assez loin du village, près des figuiers. Kirikou repasse chez lui pour prendre une gourde d'eau et des galettes, puis repart. Il trouve le vieux grimpé dans un arbre et menacé par un chacal affamé. Réfugié dans l'arbre voisin, Kirikou passe dans l'arbre du vieux et lui donne à boire et à manger. Arrive alors une panthère noire qui tue le chacal et l'emporte : le vieux et Kirikou peuvent redescendre. Le vieux fait à son tour boire et manger Kirikou en lui montrant un arbre qui recueille de la rosée puis des buissons chargés de baies. Le vieux se réserve des baies alcoolisées mais finit par s'enivrer et se met à hurler des provocations contre Karaba que le fétiche guetteur entend. Alors que les fétiches arrivent pour capturer le vieux, Kirikou le sauve grâce à une ruse : le vieux se déshabille et met son chapeau et sa tunique sur un gros rocher que les fétiches emportent difficilement. Kirikou confectionne alors une tunique de feuilles au vieux et tous deux rentrent au village.
Dans la troisième histoire, Kirikou et les enfants, jouant à la source, repèrent une étrange créature bleue. Celle-ci se révèle être un jeune garçon habillé d'un vêtement bleu vif et doté d'une peau blanche. L'une des filles prend peur, croyant le garçon malade et contagieux, et va demander aux adultes de lui interdire l'entrée du village. Kirikou, qui n'a pas peur, interroge le garçon par signes et celui-ci mime son histoire : la caravane de chameaux avec laquelle il voyageait a été prise dans une tempête de sable et il s'est perdu. De retour au village avec le garçon, Kirikou se heurte à l'hostilité inquiète des villageois, mais la mère de Kirikou intervient : elle connaît le peuple dont fait partie le jeune garçon et parle un peu sa langue, le tamasheq. Il s'appelle Anigouran et est un Touareg de l'Aïr, au nord du village. La mère de Kirikou héberge le garçon tout en expliquant à Kirikou les us et coutumes touaregs, quand soudain arrive l'oncle de Kirikou qui, ayant vu une panthère noire (probablement la même que dans l'histoire précédente) rôder autour du village, ordonne aux villageois de rester à l'abri. Mais la grande fille, qui a quitté sa case pour ramasser des plantes, se retrouve coincée par la panthère. Anigouran se jette sur la bête et la poignarde avec sa dague. Pour le remercier, la grande fille ordonne à sa mère de soigner sa blessure causée par la panthère. Puis, Kirikou et sa mère font le voyage avec le garçon jusqu'à sa région natale. La petite fille qui avait eu peur du garçon ne le laisse finalement partir qu'à regret. Anigouran retrouve ses parents et tous trois récompensent Kirikou et sa mère par des cadeaux : un collier pour la mère et un chèche bleu pour Kirikou.
La quatrième histoire voit arriver au village une griotte, une femme griot qui va de village en village pour raconter des histoires. Reçue avec suspicion par certaines villageoises qui voient en elle une bouche à nourrir inutile, elle séduit l'assemblée la nuit venue lorsqu'elle commence à raconter l'histoire de Soundiata Keita. Mais la sorcière Karaba est jalouse de ne pas entendre l'histoire : elle envoie ses fétiches qui endorment tout le monde grâce à des fleurs soporifiques et capturent la griotte, que Karaba oblige à raconter la même histoire. Kirikou cherche un moyen de la délivrer, mais ne parvient qu'à se cacher près de la case de Karaba pour entendre la suite. Pressé par les villageois, il finit par s'improviser griot à son tour pour leur raconter la suite. Quelque temps après, les villageois voient revenir la griotte, qui a réussi à convaincre Karaba de la laisser partir mais refuse de révéler pourquoi : cela fait partie de l'histoire de Karaba, qui n'est pas encore terminée. Elle prédit que Kirikou deviendra griot à son tour une fois grand.
Dans la cinquième histoire, le village est accablé par l'harmattan, vent chaud et sec au bruit assourdissant. Le vent apporte tous les bruits du village à la case de Karaba. Dérangée par les vagissements des bébés fatigués par le vent, la sorcière ordonne aux villageois de les faire taire. Tous cherchent divers moyens sans succès. Kirikou a l'idée de jouer de la musique avec un brin d'herbe, puis il fabrique une flûte qui distrait un peu les bébés. Mais Karaba n'apprécie pas la musique limitée de la flûte rudimentaire : les fétiches viennent et brisent l'instrument. La mère de Kirikou encourage alors son fils à fabriquer une autre flûte. Elle l'emmène dans une grotte où Karaba ne pourra pas les entendre et lui montre la flûte de son père. Le père de Kirikou, excellent flûtiste, avait appris à sa femme à jouer de la flûte, mais les villageois voyaient d'un mauvais œil qu'une femme en joue. La mère apprend alors à Kirikou à fabriquer une meilleure flûte et à mieux en jouer. De retour, Kirikou, accompagné de sa mère qui brave le qu'en-dira-t-on, jouent de la flûte ; les villageois se joignent à eux avec divers instruments improvisés et calment les bébés. Tous ont la surprise de voir arriver les fétiches qui demandent qu'on joue plus fort, et Karaba elle-même finit par joindre sa voix à la musique, en un concert que tous croyaient impossible.

## Fiche technique
- Titre : Kirikou et les Hommes et les Femmes
- Réalisation : Michel Ocelot
- Scénario : Michel Ocelot, Bénédicte Galup, Susie Morgenstern, Cendrine Maubourguet
- Musique originale : Thibault Agyeman
- Montage : Patrick Ducruet
- Distribution des rôles : Gigi Akoka
- Production : Didier Brunner
- Sociétés de production : Les Armateurs, Mac Guff Ligne, France 3 Cinéma, Studio O
- Distribution : Studiocanal (France, tous les supports), Cinéart (Pays-Bas, sortie en salles)
- Pays :  France
- Langue : français
- Budget : environ 6,9 millions d'euros[3]
- Durée : 88 minutes
- Format : couleur
- Dates de sortie :
  - France : 3 octobre 2012
  - Belgique : 24 octobre 2012

## Distribution
- Romann Berrux : Kirikou
- Awa Sène Sarr : Karaba (la sorcière)
- Jessica Tougloh : Madela (la mère de Kirikou) / La Danseuse
- Pierre Poudewa : Le Grand-Père de Kirikou
- Sabine Pakora : Monkuga (la Femme Forte) / Neutre
- Umbañ U Kset et Pascal Nzonzi : Aboulou (le Vieillard)
- Jean Landruphe Diby : Apo (l'oncle de Kirikou) / Le Fétiche sur le Toit / Les Fétiches Parleurs / Le Danseur
- Evelyne Pèlerin-Ngo Maa : La Griotte
- Rissa Wanaghil : Anigourran
- Elika Bozorgi : La Grande Fille
- Gary Mihaileanu : Le Grand Garçon
- Antoinette Gomis : Izari (la Femme Maigre)
- Eythan Solomon : Le Petit / Cube
- Lola Giovanetti : Pompon

## Accueil

### Réception critique

#### En France
À sa sortie en France le 3 octobre 2012, Kirikou et les Hommes et les Femmes reçoit un accueil globalement bon de la part des critiques de presse. Si les graphismes, l'animation et la bande originale font l'unanimité, c'est la capacité de Michel Ocelot à se renouveler dans ce troisième film consacré à Kirikou qui suscite parfois des divergences.
L'univers visuel, l'animation et la musique sont toujours appréciés : Le Parisien voit dans le film « une animation, un graphisme et une mise en musique toujours aussi enchanteurs », Ouest-France « du beau travail, accompli et délicat »,. La revue de cinéma spécialisée Positif estime que « Le rythme, les coloris dorés de l'univers de Kirikou conviennent à merveille à cet artiste cinéaste (Michel Ocelot), dans une expression de plénitude qui réchauffe le cœur ». Ouest-France et Le Monde apprécient l'usage du relief pour créer un effet de profondeur sur plusieurs plans plutôt que du volume, technique déjà employée par le réalisateur dans son précédent film, Les Contes de la nuit. 
Les cinq histoires sont le plus souvent considérées comme des réussites, non sans quelques divergences. Pour Noémie Luciani du Monde, « dans cette deuxième série de contes dérivés de Kirikou et la Sorcière, le plus petit des héros de dessins animés ne chôme pas, l'imagination de Michel Ocelot reste intarissable, et le résultat est à nouveau un ravissement », les cinq histoires se déclinant « de la fable musicale au conte moral ». Selon Le Parisien, « [les] espiègleries [de Kirikou], sa rapidité d’action, mais aussi et surtout sa philosophie, sa sagesse et son ouverture d’esprit n’ont de cesse de conquérir le spectateur, petit ou grand », d'autant que l'ensemble « envoie de jolis messages sur le racisme ou l’amour ». Dans La Croix, Arnaud Schwartz trouve les cinq histoires « toujours aussi réjouissantes », qui progressent en intensité au fil du film et insistent sur les thèmes de l'accueil de l'étranger et de la transmission par le conte. Certains critiques sont toutefois plus sceptiques : dans Télérama, Cécile Mury pense que « même le plus ardent des « kirikoumanes » risque de trouver un peu longs certains récits un brin anodins », tandis que Romain Blondeau, dans Les Inrockuptibles, trouve que « Michel Ocelot enchaîne sans aucun liant narratif ni sens du rythme cinq comptines globalement peu inspirées ».
La capacité de ce troisième opus à renouveler l'univers de Kirikou suscite des jugements partagés. Le quotidien Le Monde est convaincu. Dans la revue spécialisée Les Cahiers du cinéma, Thierry Méranger juge que « Au-delà du jeu de masques qui identifie le créateur à son personnage, c'est bien sa capacité à renouveler un succès éprouvé qui fait la force du film. » Pour 20 minutes et Ouest-France, la disparition de l'effet de surprise n'empêche pas le même mélange d'opérer avec la même efficacité. Ouest-France, tout en reconnaissant que le film « fonctionne sur les ingrédients de ses précédents succès », estime en outre que ce retour à une recette éprouvée peut s'expliquer par le fait que « le cinéaste n'a pas été suffisamment suivi par le public quand il a voulu tourner la page avec Azur et Asmar puis Les Contes de la nuit ». Télérama évoque un « léger sentiment de lassitude » dû en partie à une « impression de déjà-vu », de sorte qu'« il faut patienter un peu pour contempler des éclats de pure beauté ». Dans Première, Pamela Pianezza estime que « Si Ocelot cède à la facilité en enchaînant les historiettes plutôt qu’en s’attelant à la narration d’une aventure unique (comme dans son superbe Azur et Asmar), il confirme néanmoins son talent de conteur hors pair. » Les Inrockuptibles, en revanche, ne sont pas convaincus : « il manque surtout ici un peu de nouveauté ou de prise de risque ».

#### En Belgique
En Belgique, Kirikou et les Hommes et les Femmes sort le 24 octobre. Dans Le Focus Vif, Louis Danvers donne au film quatre étoiles sur cinq et signe une critique très positive louant la simplicité d'épure des récits et la « créativité mature » qu'ils déploient. Dans Le Soir, Fabienne Bradfer estime que malgré la 3D, la beauté du graphisme et le joli discours humaniste, ce troisième film « manque cruellement d'invention » et cède à la facilité commerciale.

### Box office
En France, Kirikou et les Hommes et les Femmes sort le mercredi 3 octobre 2012 ; distribué par Studio Canal, il est exploité sur environ 600 copies. À Paris, où il est exploité sur 20 copies, il réalise le meilleur démarrage de la semaine avec 2 745 entrées, nettement devant le film d'action français Taken 2 (2 345 entrées). En première semaine, le film réalise 227 806 entrées, puis 166 773 en deuxième semaine et 91 056 en troisième semaine, ce qui le porte à un peu plus de 485 000 entrées ; le film dépasse les 500 000 entrées en quatrième semaine avec un total de 622 741 entrées, puis les 840 000 entrées en cinquième semaine ; après la sixième semaine, le film cumule 961 355 entrées. 
Le film est un succès commercial : selon BFM, avec un million d'entrées pour un budget de 7 millions d'euros, il atteint un rendement de 128%, ce qui le classe parmi les films français rentables de l'année 2012. Selon le site Allociné, selon lequel le film cumule 1 079 947 entrées, c'est le quatrième film français le plus rentable de l'année derrière Les Kaïra, Adieu Berthe ou l'enterrement de mémé et Le Prénom.
En 2013, le film est projeté pour la première fois dans un cinéma de quartier à Dakar au Sénégal, en présence de Michel Ocelot.
| Pays ou région    | Box-office        |
| ----------------- | ----------------- |
| France            | 1 079 626 entrées |
| Belgique          | 41 093 entrées    |
| Suisse            | 46 291 entrées    |
| Total hors France | 53 545 entrées    |
| Total Monde       | 1 133 171 entrées |

## Autour du film
- Le nom du jeune Touareg rencontré par Kirikou, Anigouran, fait allusion à une figure importante des légendes touaregs, un héros dont la ruse résout toutes sortes d'énigmes et de situations difficiles, comme Kirikou.
- Dans l'histoire où elle apparaît, la griotte raconte l'histoire de Soundiata Keïta, empereur du Mali au XIIIe siècle devenu le personnage principal de l'épopée de Soundiata.

## Produits dérivés

### Livres pour la jeunesse
Dans la lignée de la gamme d'albums pour la jeunesse dérivés des films Kirikou, l'éditeur Milan publie début octobre 2012 un album illustré Kirikou et les Hommes et les Femmes qui relate l'histoire du film entier, ainsi que cinq albums correspondant aux cinq histoires du troisième film : Kirikou et la Femme forte, Kirikou et le vieux grincheux, Kirikou et le monstre bleu, Kirikou et la griotte, Kirikou et la mère.

### Bande originale du film
La bande originale du film est éditée en CD par Milan Music au moment de la sortie du film. 

## Distinction

### Nomination
- Césars 2013 : César du meilleur film d'animation